# The David Susskind Show
«The David Susskind Show» (рус. Шоу Дэвида Сасскинда) — американское ток-шоу. Ведущий — Дэвид Сасскинд. Передача появилась в 1958 году под названием «Open End» (рус. Открытый конец) и выходила на телеканале WNTA-TV (нынешнее название — WNET) в Нью-Йорке. Такое название было дано передаче потому, что она не имела временных ограничений и продолжалась до тех пор, пока Сасскинду и его гостям не надоедало.
В 1961 году передача стала выходить в режиме синдикации (показывалась сразу на нескольких каналах в разное время). При этом, максимальная продолжительность передачи была ограничена двумя часами. В 1967 году передача стала называться «The David Susskind Show». Под этим названием программа выходила в эфир вплоть до смерти Дэвида Сасскинда в 1987 году.
Среди гостей программы были Никита Хрущёв, Нельсон Рокфеллер, Гарри Трумэн, Ричард Никсон и др.